# Protestantismus v Paříži
Protestantismus v Paříži je projevem náboženského vyznání v hlavním městě Francie. Existuje již od počátku protestantské reformace v 16. století. V Paříži je na čtyřicet míst, kde je možno uctívat různá vyznání: reformovaná, luteránská, anglikánská, episkopální, baptistická a další evangelická denominace. Fakulta protestantské teologie v Paříži byla založena v roce 1877.

## Historie
Již v roce 1507 v opatství Saint-Germain-des-Prés začal Jacques Lefèvre d'Étaples překládat Pavlovy epištoly do francouzštiny. Jeho ochránce Guillaume Briçonnet byl vysvěcen na biskupa v Meaux a v roce 1520 Lefèvre založil Cénacle de Meaux, kde kolem sebe shromáždil reformní teology jako byli Guillaume Farel, Gérard Roussel, Louis Berquin, François Vatable. Podporovala je i starší sestra krále Františka I. Markéta Navarrská a budoucí matka Jindřicha IV.
V roce 1523 Jan Kalvín studoval v Paříži, v Latinské čtvrti, na Collège de la Marche a poté na Collège de Montaigu. Po odchodu do Orléans a jeho rodného Noyonu se Kalvín v říjnu 1533 vrátil do Paříže. Napětí mezi reformovanými humanisty a konzervativním vedením fakulty bylo tehdy silné na Královské vysoké škole, budoucí Collège de France. Jeden z reformistů, Nicolas Cop, byl zvolen rektorem pařížské univerzity. Dne 1. listopadu 1533 zasvětil svůj projev o investituře potřebě náboženské reformy a vyzval k obnově v rámci katolické církve. Tato řeč způsobila velký rozruch a fakulta odsoudila Nicolase Copa jako kacíře. Cop uprchl z Francie a uchýlil se do Basileje ve Švýcarsku. Před trestním stíháním musel uprchnout i Jan Kalvín.
V noci ze 17. na 18. října 1534 došlo k vyvěšení textu proti eucharistii na veřejných místech v Paříži. Šest protestantů bylo odsouzeno k trestu naražení na kůl a Jan Kalvín uprchl do Basileje, poté šířil kalvinismus ve Štrasburku a Ženevě.
V roce 1555 byl na rue des Marais-Saint-Germain, nyní rue Visconti, postaven první reformovaný kostel. Prvním pařížským pastorem byl jmenován mladý student Jean Le Maçon de Maunay de la Rivière. V roce 1557 bylo v rue Saint-Jacques překvapeno tajné shromáždění. Sto dvacet lidí bylo zatčeno, sedm odsouzeno ke naražení na kůl. V roce 1558 bylo králi oznámeno, že shromáždění 5000 lidí zpívalo hugenotské žalmy v Pré-aux-Clercs. V roce 1559 se v rue Visconti sešel první reformovaný synod, který přijal vyznání z La Rochelle.
Během jednání v Poissy v letech 1561–1562 byl v panském domě v rue Popincourt a v domě v rue des Patriarches otevřen reformovaný kostel. Ale v roce 1563 edikt z Amboise zakázal protestantský kult v hlavním městě. Náboženské války pokračovaly. V roce 1572 uzavřel před katedrálou Notre-Dame sňatek budoucí král Jindřich IV., hlava protestantské strany s Markétou Francouzskou, dcerou krále Jindřicha II. a Kateřiny Medicejské (a sestry králů Františka II., Karla IX. a Jindřicha III.). Sňatek měl zpečetit mír mezi oběma znesvářenými stranami. Král nařídil vraždu hugenotských vůdců, která přerostla v masakr na svatého Bartoloměje. V Paříži bylo zabito přes 3000 protestantů a válka pokračovala.

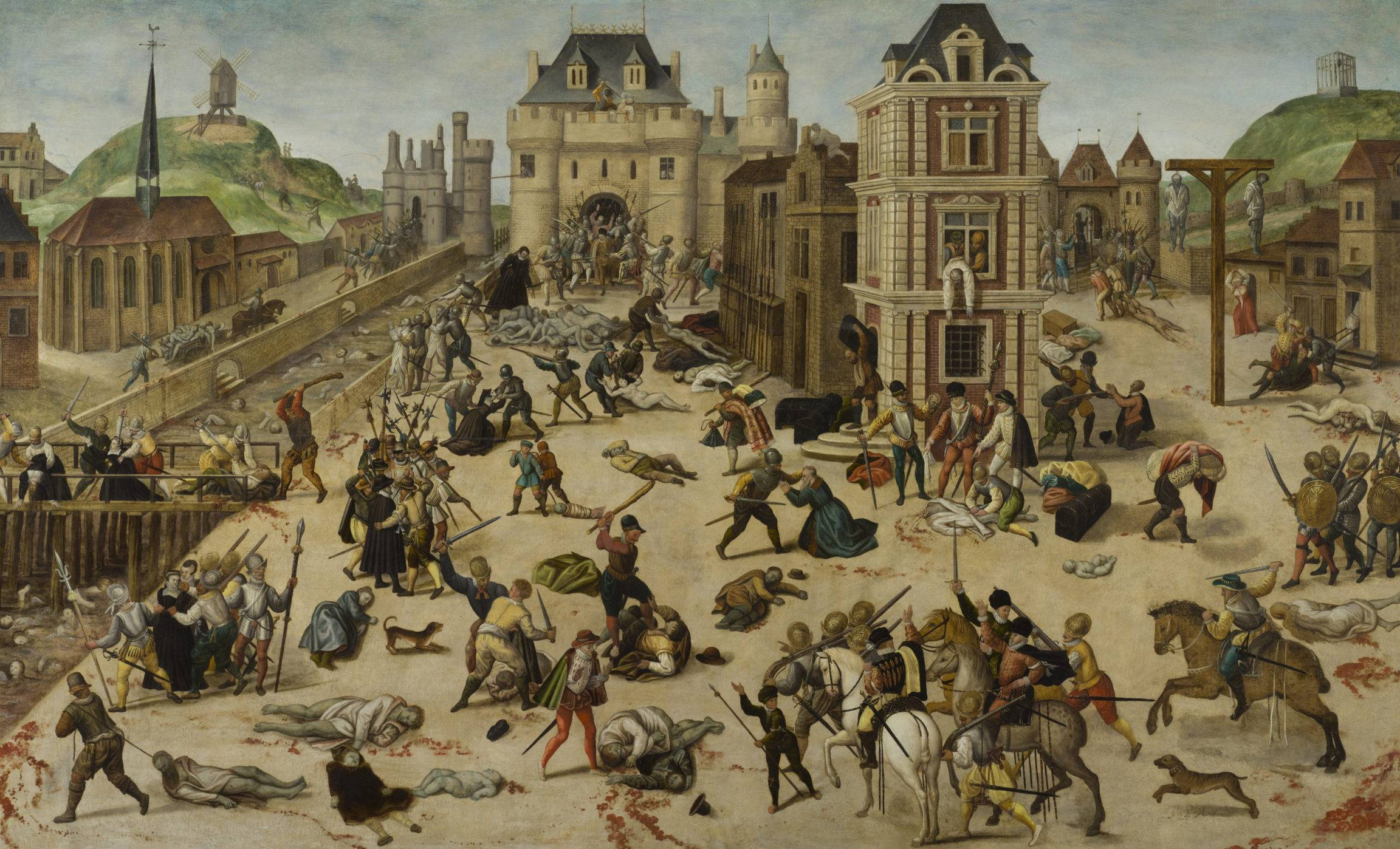
Massacre de la Saint-Barthélemy od Françoise Duboise, kolem 1572–1584, kantonální muzeum výtvarného umění v Lausanne.

Dne 13. května 1588 byl král Jindřich III. po Dni barikád nucen opustit Paříž. Město padlo do rukou katolické ligy v čele s vévodou de Guise. V roce 1590 Paříž obléhal Jindřich IV. s koalicí francouzských legitimních, anglických a holandských armád. Jindřich IV. neochotně 25. července 1593 konvertoval v bazilice Saint-Denis.
Nantský edikt z roku 1598 sice přinesl mír, ale protestantům bylo dovoleno postavit své kostely ne blíže než čtyři míle od Paříže. Pařížané si proto postavili své kostely v Grigny v roce 1599, poté v Ablonu-sur-Seine v roce 1600. V roce 1607 byl postaven kostel v Charenton-le-Pont zásluhou králova prvního ministra Maximiliena de Béthune. Králova mladší sestra Kateřina Bourbonská, která zůstala věrná protestantismu, nechala sloužit mše v Salle des Caryatides v paláci Louvre. Jindřich IV., ačkoli konvertoval ke katolicismu, je občas navštěvoval.
Protestantům, stejně jako Židům a komediantům, nebylo dovoleno pohřbívat na katolických hřbitovech. V Paříži sloužilo hugenotům několik hřbitovů, například hřbitov Trinité od roku 1563 a hřbitov Saint-Germain od roku 1576. V roce 1604 byl založen hřbitov Saints-Pères. V roce 1631 na synodu v Charentonu protestanti umožnili, aby se kalvinisté a luteráni společně účastnili mší.
V roce 1685 Ludvík XIV. odvolal edikt z Nantes ediktem z Fontainebleau a všechny protestantské kostely v království byly uzavřeny. Potulné pastory, kteří sloužili tajné mše, školil od roku 1726 Antoin Court ve francouzském semináři v Lausanne. V letech 1682–1692 bylo v Paříži zatčeno sedm pastorů. Byli drženi až do své smrti v královské pevnosti na ostrově Sainte-Marguerite u Cannes.
Velvyslanectví protestantských zemí Anglie, Švédska a Dánska využívala při zřizování protestantských kaplí principu exteritoriality. Pařížané tam tajně konali křty a svatby, ale byli sledováni policií. Švédský kostel fungoval od roku 1626. Dánský kostel vznikl z kaple dánského velvyslanectví, stejně jako německý evangelický kostel na velvyslanectví Braniborska. Kromě zahraničních diplomatů se v Paříži usadili umělci, řemeslníci, lékaři, vědci, které pozval ministr Jean-Baptiste Colbert. Protestantští žoldáci byli integrováni do královské armády, zejména do elitního pluku švýcarské gardy. V roce 1759 byla vytvořena Institution du Mérite militaire, aby odměňovala protestantské důstojníky ve službách Francie.
V roce 1725 Ludvík XV. povolil otevření nového protestantského hřbitova Port-au-Plâtre. V roce 1777 byl založen hřbitov pro zahraniční protestanty v rue de la Grange-aux-Belles. V době osvícenství se ve společnosti prosadily protestantské osobnosti, jako byl Jacques Necker, ministr financí Ludvíka XVI. a otec Madame de Staël, nebo markýz François de Jaucourt, spolueditor Encyklopédie. Filozof Jean-Jacques Rousseau žil také několik let v Paříži.
V roce 1787 podepsal Ludvík XVI. toleranční edikt z Versailles, který zaevidoval pařížský parlament dne 29. ledna 1788. Uděloval protestantům občanský status, to znamená zejména uznávání jejich sňatků, ovšem veřejné bohoslužby zůstaly i nadále zakázány. Svoboda náboženského projevu byla uznána až za Francouzské revoluce přijetím Deklarace práv člověka a občana z roku 1789. Její článek 10 stanovil, že, "nikdo nemá být vyšetřován pro své názory, a to ani náboženské, pokud jejich projev nenarušuje veřejný pořádek stanovený zákonem."
Pastor Paul-Henri Marron, od roku 1782 kaplan holandského velvyslanectví v Paříži, sloužil první veřejnou mši v červnu 1789 v domě obchodníka s vínem na rue Mondétour ve čtvrti Les Halles. Poté se protestanti scházeli v domě č. 105 na rue Dauphine, kde Antoine Court de Gébelin zřídil večeřadlo, a kde se scházela svobodná zednářská lóže Devíti Sester. První pařížský starosta Jean Sylvain Bailly jim umožnil získat pronájem nepoužívaného kostela Saint-Louis-du-Louvre. Dne 22. května 1791 na velikonoční neděli se konalo oficiální vysvěcení. Paul-Henri Marron ve svém kázání vyjádřil svou podporu novým politickým institucím. Kostel byl vyzdoben texty Deklarace práv člověka a občana a Otčenáše.
Během hrůzovlády byl pastor Paul-Henri Marron třikrát zatčen, teprve po pádu Robespierra byl definitivně osvobozen. Reformované bohoslužby pokračovaly od března 1795.
V roce 1801 Napoleon Bonaparte podepsal francouzský konkordát s Vatikánem, který uznával katolicismus jako náboženství většiny francouzských občanů. Zákon z 8. dubna 1802, tzv. organické články, upravoval i protestantské bohoslužby a faráři byli placeni státem. Zákon byl zaveden bez diskuse se zástupci církví. Pro protestanty se uvádí v článku 16, že konzistoř může mít nejvýše 6000 duší a může spravovat několik farností, což je ale v rozporu s presbyteriánskou reformovanou církevní tradicí rovnosti mezi farnostmi. Pastor Marron předložil prefektovi departementu Seine Nicolasi Frochotovi v říjnu 1802 zprávu, kde odhaduje v Paříži více než 20 000 protestantů. To tedy předpokládalo tři konzistorní kostely v jednom městě. Vláda nakonec 3. prosince 1802 určila, že v Paříži bude pouze jedna reformovaná konzistoř, která bude sdružovat protestanty z Paříže, jejích předměstí a malé skupiny z Île-de-France. Zákon také stanovil, že konzistorní církve musí řídit shromáždění. Konzistoř bude tvořit pastor a skupina laiků, zčásti jmenovaných, zčásti zvolených mezi občany s nejvyššími zaplacenými daněmi. Dne 20. ledna 1803 konzistoř vybrala dvanáct osobností, které jí pomohou vybrat starší. Mezi nimi bylo sedm bankéřů. Dne 27. ledna 1803 byli zvoleni starší nové konzistoře. Reformovanou konzistoř departementu Seiny navštívil dne 30. ledna Bonaparte, který blahopřál k proběhlým volbám.
Reformovaná konzistoř jmenovala své první tři pastory, kterými byli Paul-Henri Marron, Jacques-Antoine Rabaut a Jean-Frédéric Mestrezat. Všichni tři byli v roce 1811 Napoleonem dekorováni Řádem čestné legie. Dne 2. prosince 1802 byl starý kostel Saint-Louis-du-Louvre definitivně předán reformované konzistoři. K němu byly připojeny další dva nepoužívané kostely: kaple kláštera vizitantek, nacházející se v rue Saint-Antoine, ze které se stal Templ Marais, a bývalá kaple bernardinů de Penthemont v rue de Grenelle. Klášter využívala císařská garda a byl uvolněn až v roce 1842. V roce 1806 vláda zakázala luteránům v Paříži slavit své bohoslužby na zahraničních velvyslanectvích. V roce 1808 byla císařským výnosem zřízena luteránská konzistoř departementu Seine, složená z dvanácti členů a dvou pastorů, Georgese Boissarda a Jeana-Jacquese Goeppa. Byl jí přidělen klášterní kostel Billettes v rue des Archives.
Kostel Saint-Louis-du-Louvre byl příliš malý na to, aby pojal všechny věřící. Od září 1808 počítala konzistoř s tím, že plán na spojení paláců Louvre a Tuileries povede k demolici budovy, kanceláří a přilehlého hřbitova. Plánovala proto přesunout kostel do kláštera theatinů na quai Voltaire, poté do Oratoire du Louvre, bývalého sídla Congrégation des Pères de l'Oratoire de France, poničeného během revoluce a využívaného v té době jako divadelní sklady pro divadla Opéra, Vaudeville a Théâtre Français. Pařížský arcibiskup, kardinál Maury, napsal 11. února 1810 ministrovi pro náboženské záležitosti, aby vyjádřil svůj silný odpor proti tomuto záměru. Oratoire de Louvre byla proto pro protestantské bohoslužby propůjčena pouze dočasně, dokud nebude přijato definitivní rozhodnutí o kostele, který jim bude přidělen. První bohoslužba se zde konala 11. března 1811. Budova byla definitivně udělena protestantům až v roce 1844. V roce 1818 zde byla založena Protestantská biblická společnost v Paříži, předchůdce Francouzské biblické aliance.
V roce 1834 spojily reformované a luteránské konzistoře své síly, aby postavily protestantský kostel v Batignolles na boulevardu des Batignolles. Zde byl jmenován liberální pastor Athanase Coquerel. V roce 1837 se protestantská princezna Helena Meklenbursko-Schwerinská provdala za Ferdinanda Filipa Orleánského, syna francouzského krále Ludvíka Filipa v domě č. 16 na rue Chauchat. Luteránská konzistoř zde zřídila luteránský kostel Vykoupení. Navštěvovala ho luteránská elita, včetně barona Georgese Eugèna Haussmanna, který zde měl i pohřeb.
V roce 1840 postavili protestanti frankofonního protestantského sdružení Réveil kapli Taitbout mimo oficiální státní církev. Nezávisle na konzistoře byl v roce 1848 založen Svaz svobodných evangelických církví Francie (Union des Églises évangéliques libres de France). Pastor Frédéric Monod založil farnost v roce 1848 v Passage des Petites-Écuries. Odtud v 1853 přesídlila do rue de Chabrol, poté v roce 1862 na rue des Petits-Hôtels, kde byla ustanovena jako protestantský kostel La Rencontre. V roce 1854 byla ve Faubourg Saint-Antoine založena evangelizační modlitebna, která se v roce 1882 přestěhovala do domu č. 153 na avenue Ledru-Rollin. V roce 1857 založil pastor Edmond de Pressensé reformovaný kostel Luxembourg.
V roce 1841 Caroline Malvesin a pastor oratoře Antoine Vermeil založili společenství Diaconesses de Reuilly pro sociální péči. O dva roky později byl v rue de Reuilly zřízen první pečovatelský dům, který byl předchůdcem nemocnice Diaconesses de Reuilly.
V roce 1860 se Paříž rozšířila na úkor okolních obcí a nastal její demografický rozmach. Ten vedl k výstavbě dalších kostelů v nových okrajových čtvrtích, kam proudili přistěhovalci z protestantských zemí. V roce 1861 inicioval německý pastor Friedrich von Bodelschwingh poblíž Buttes-Chaumont (na adrese 93, rue de Crimée, v 19. obvodu), stavbu luteránského kostela La Villette nebo též Hügeslkirche (tj. kostel na kopci), pro rodiny jeho krajanů, často dělníků s těžkými životními podmínkami. Na stejném místě byla pro jejich děti vytvořena škola. Sídlo bylo zkonfiskováno francouzskými úřady po vypuknutí první světové války. V roce 1924 bylo prodáno exilové ruské pravoslavné komunitě a stal se z něj kostel Saint-Serge a stejnojmenný teologický institut. Německá komunita se připojila ke Christuskirche, německému protestantskému kostelu v Paříži, a francouzsky mluvící komunita si postavila luteránský kostel sv. Petra.
V roce 1862 pastor Eugène Berger založil školu v č. 85, avenue Bosquet. V roce 1867 ji přenesl do č. 19, rue Amélie a postavil tam kapli Gros-Caillou. V roce 1910 přestala sloužit svému účelu a nyní je výzkumným centrem Pařížského institutu politických studií.
V roce 1864 byl na Rue Bayard slavnostně otevřen episkopální kostel. V roce 1881 se přestěhovala na adresu č. 23, avenue George-V a stal se americkou katedrálou. Z budovy v rue Bayard se pak stal skotský kostel.
V roce 1864 město financovalo stavbu protestantského kostelu Montparnasse-Plaisance. Dne 3. prosince 1865 byl slavnostně otevřen protestantský kostel svatého Ducha. V roce 1872 se zde konal první (od roku 1676) oficiálně schválený národní synod, kterému předsedal protestantský ministr François Guizot. V roce 1866 byl postaven luteránský kostel Vzkříšení a luteránský kostel Nanebevstoupení Páně.
S prusko-francouzskou válkou v roce 1870 mnoho německých luteránů opustilo Paříž. Ztráta Alsaska-Lotrinska znamenala naopak příchod francouzských luteránských uprchlíků. V roce 1874 založili École alsacienne (alsaskou školu), podle vzoru štrasburského protestantského gymnázia Jean-Sturm.
Protestantská teologická fakulta v Paříži byla založena v roce 1877 díky Williamu Waddingtonovi, protestantskému ministru veřejného vyučování. Děkanem byl jmenován Frédéric Lichtenberger, profesory Auguste Sabatier, Ariste Viguié a Gaston Bonet-Maury. Nové budovy na Boulevardu Arago byly slavnostně otevřeny dne 7. listopadu 1879 za účasti Julese Ferryho.
V roce 1874 pastor Eugène Bersier slavnostně otevřel protestantský kostel Étoile. V přilehlé budově sídlí nadace Bersier, virtuální Musée protestant a pařížské rádio Fréquence protestante.
V letech 1870–1877 byla postavena kaple v rue Milton, poté v letech 1877–1880 protestantský kostel v Belleville. V roce 1873 byl otevřen evangelický baptistický kostel v Paříži na adrese 48, rue de Lille. V roce 1899 otevřela pobočku na adrese 123, rue du Maine.
V roce 1882 byla reformovaná pařížská konzistoř rozdělena do osmi farností a Oratoire du Louvre ztratilo svůj status jako "reformovaná katedrála". V 80. letech 19. století byly vyhlášeny zákony o sekularizaci veřejných škol, které představil Jules Ferry a podpořili je protestanti Ferdinand Buisson a Félix Pécaut. Protestantské farní školy byly předány městu. V roce 1885 založil liberální protestantský pastor Charles Wagner protestantský kostel Foyer de l'Âme. V roce 1888 byl slavnostně otevřen luteránský kostel Nejsvětější Trojice. V roce 1896 byl slavnostně otevřen luteránský kostel Bon-Secours, v roce 1897 luteránský kostel Saint-Paul de Montmartre a protestantský kostel v Auteuil, v roce 1898 protestantský kostel Port-Royal.
V roce 1885 se Společnost pro historii francouzského protestantismu přestěhovala na adresu 54, rue des Saints-Pères. V roce 1887 byl Maison des Missions slavnostně otevřen na 102, boulevard Arago, naproti protestantskému teologické fakultě. Sídlí zde Společnost evangelických misií v Paříži a její historická knihovna. V roce 1979 se rozdělila mezi Protestantskou službu misie, známější pod zkratkou francouzského evangelického oddělení pro apoštolskou činnost, DEFAP, a Společenství církví v misii, známější pod zkratkou Evangelické společenství apoštolské činnosti, Cévaa.
V roce 1891 bylo v rue de l'Avre založeno Foyer de Grenelle. Sociální centrum je členem Evangelické lidové mise, založené po Pařížské komuně metodistickým pastorem Robertem McAllem. Rozvíjí perspektivy sociálního křesťanství s teologem Élie Gounellem. Zde byl v roce 1910 založen první oddíl unionistických skautů. První společnost unionistických skautek byla založena Camille Savaryovou v Maison Verte Popular Mission, rue Marcadet jako Francouzská federace skautek.
V roce 1893 se francouzská sekce Křesťanské unie mladých lidí, anglicky Young Men's Christian Association, přestěhovala do 14, rue de Trévise, kde dnes sídlí théâtre Trévise a sekretariát měsíčníku Évangile et Liberté. V roce 1896 se Asociace protestantských studentů v Paříži, poté Francouzská federace křesťanských studentských sdružení, přestěhovala na 46, rue de Vaugirard, od roku 2006 je její sídlo na rue Titon.
V roce 1905 byl vyhlášen zákon o odluce církve a státu. Protestanti podpořili návrh zákona v Národním shromáždění, přičemž komisi předsedal Ferdinand Buisson a jejím zpravodajem byl Aristide Briand, členy mj. profesor Raoul Allier a vysoký státní úředník Louis Méjan. Francouzský protestantský svaz byl založen v roce 1905. Je to spolek podle zákona z roku 1901, sdružující církve, ale také kulturní, charitativní a protestantské mládežnické instituce. Od roku 1919 má sídlo v Maison du protestantisme, 47, rue de Clichy, bývalém sídle DEFAP. Maison du protestantisme také hostí televizní a rozhlasové služby, jako je pořad Présence protestante, který každou neděli ráno vysílá France 2 a France Culture, dále zde sídlí Fédération de l'entraide protestante a kaplan pro armádu, nemocnice a věznice. Od svého založení zde mají také sídlo Federace evangelických baptistických církví Francie od roku 1922 a Reformovaná církev Francie od roku 1938, která se v roce 2012 stala Sjednocenou protestantskou církví Francie.
Baptistická církev Tabernacle, založená Rubenem Saillensem v roce 1888, odmítla vstoupit do nové federace evangelických baptistických církví ve Francii v roce 1922. Přestěhovala se z 61, rue Meslay na 163 bis, rue Belliard. V roce 1929, rok po otevření budovy, zemřel její pastor Arthur Blocher. Po něm nastoupila jeho manželka, dcera Rubena Saillense, Madeleine Blocher-Saillens, která se tak stala první pastorkyní ve Francii.
V roce 1906 byl postaven protestantský kostel na Montmartru, na adrese 23, rue du Simplon – dnešní srbský pravoslavný kostel svatého Sávy. V roce 1907 pastor Sully Lombard založil reformovanou farnost protestantského kostela Betánie. V roce 1907 byl slavnostně otevřen luteránský kostel svatého Marcela a o tři roky později Maison fraternelle na 37, rue Tournefort, oba v 5. obvodu. V Maison Fraternelle sídlí reformovaný sekretariát regionu Île-de-France, zatímco luteránská inspekce v Paříži sídlí v luteránském kostele Vykoupení. V roce 1911 byl slavnostně otevřen protestantský kostel svatého Jana. V roce 1925 koupila americká církev svůj pozemek na Quai d'Orsay. Oba jsou v 7. obvodu.
Angličanka Catherine Booth (dcera Williama a Catherine Booth), rozvíjela práci Armády spásy v Paříži od roku 1881. V roce 1926 nadace získala Palais de la Femme a Palais du Peuple na rue des Cordelières, které postavil Le Corbusier. V roce 1933 bylo postaveno Cité de refuge, poté Résidence Catherine Booth na rue Crespin-du-Gast. Armáda spásy v Paříži se přestěhovala do kaple Taitbout, než prodala tento protestantský kostel poválečné korejské baptistické církvi.
André-Numa Bertrand, pastor Oratoire du Louvre od roku 1926, se stal viceprezidentem Reformované církve Francie po jejím založení v roce 1938, a vedl Unii francouzských skautů od roku 1939. Během druhé světové války zastupoval Francouzský protestantský svaz v okupované zóně, zatímco její prezident Marc Boegner zastupoval protestantismus u vichistického režimu v letech 1940–1943. V roce 1940 bojoval za to, aby FPF vydala oficiální protest proti antisemitismu. Dne 5. června 1942 André-Numa Bertrand napsal maršálovi Pétainovi, že protestuje proti povinnému nošení žluté hvězdy Židy. Mnoho z jeho kázání podněcovala duchovní odpor vůči nacismu ve Francii. Jeho kázání 7. června 1942 přímo zmiňuje nošení žluté hvězdy. Dne 3. srpna 1942 napsal protestní dopis proti deportacím na zimní velodrom, adresovaný Fernandu de Brinonovi, vedoucímu francouzské vládní delegace. Mnoho protestantů v Paříži se zavázalo zachránit Židy před holokaustem a dostalo se jim poté uznání Spravedlivého mezi národy, např. dcera André-Numy Bertranda, Alice Manen, a její manželHenri Manen, pastor Paul Vergara a jeho manželka Marcelle Guillemot, ředitelka Zeleného domu v Paříži, pastor Jean Jousselin, Marc Boegner, generální tajemník Francouzské federace křesťanských studentských sdružení Georges Casalis nebo André Dumas.
Během války sloužil německý protestantský kostel v Paříži, rue Blanche, jako vojenská farnost. Budovy byly zabaveny při osvobození Paříže a sloužily jako ústředí tří protestantských institucí pro uprchlíky, kaplanství pro protestantské cizince ve Francii, švédské mise pro Izrael a Comité inter-mouvements auprès des évacués, ze kterého se stal Cimade. Ředitelství Cimade poté přesídlilo na 91, rue Oberkampf, v 11. obvodu, a jeho oblastní sekretariát do protestantského kostela v Batignolles.
V březnu 1945 založili Albert Finet, Jean Bosc, Pierre Bourguet a Albert-Marie Schmidt protestantský týdeník Réforme. Ředitelství novin je na avenue du Maine ve 14. obvodu. V roce 1974 založily dvě protestantky, Hélène Engel a Edith du Tertre Action des chrétiens pour l'abolition de la torture, která má dnes své sídlo na rue Georges-Lardennois v 19. obvodu.
V říjnu 1968 byla otevřena Foyer du Pont v 86, rue de Gergovie pro německé studenty, dnes připojená k evangelické církvi v Porýní. Anglikáni si zřídili v roce 1973 kostel svatého Michaela a v roce 1975 kostel svatého Jiří.